# Kozica (Sana)
Kozica je rijeka u Bosni i Hercegovini.
Rijeka Kozica je desna pritoka Sane. Duga je oko 4 kilometra. Rijeka je bogata potočnom pastrvom i lipljenom. Krasi je čistoća vode.